# Gilbert Bozon
Gilbert Fernand Charles Bozon (* 19. März 1935 in Troyes; † 21. Juli 2007 in Tours) war ein französischer Schwimmer. Er war Olympiazweiter 1952 sowie Europameister 1954.

## Karriere
Bei den ersten Mittelmeerspielen, die 1951 in Alexandria ausgetragen wurden, gewann Gilbert Bozon den Wettbewerb über 100 Meter Rücken mit einem Vorsprung von vier Sekunden vor dem Italiener Egidio Massaria. Seine zweite Goldmedaille gewann Bozon mit der 3-mal-100-Meter-Lagenstaffel. Im Jahr darauf bei den olympischen Schwimmwettbewerben 1952 in Helsinki schwamm Bozon im Vorlauf die viertbeste Zeit hinter Yoshinobu Oyakawa und Jack Taylor, beide aus den Vereinigten Staaten, und Boris Škanata aus Jugoslawien. Im Halbfinale und im Finale war jeweils nur Oyakawa schneller als Bozon, der die Silbermedaille mit 0,8 Sekunden Rückstand auf Oyakawa und 0,2 Sekunden Vorsprung vor Taylor gewann.
1952 und 1955 stellte Bozon Weltrekorde über 100 Meter Rücken auf, 1953 einen Weltrekord auf der damals nichtolympischen Strecke über 200 Meter Rücken. Hinzu kam 1953 ein Weltrekord in der 4-mal-100-Meter-Lagenstaffel, der allerdings nur eine Woche stand, bevor eine andere französische Staffel ihn unterbot.
1954 bei den Europameisterschaften in Turin gewann Bozon den Wettbewerb über 100 Meter Rücken vor dem Ungarn László Magyar. Bei den Europameisterschaften wurde nur ein Staffelwettbewerb für Männer ausgetragen. In der 4-mal-200-Meter-Staffel siegten die Ungarn vor der französischen Staffel mit Jean Boiteux, Gilbert Bozon, Guy Montserret und Aldo Eminente. Bei den Mittelmeerspielen 1955 in Barcelona siegte Bozon über 100 Meter Rücken mit drei Sekunden Vorsprung vor seinem Landsmann Gérard Coignot. Bozon gewann auch mit der 4-mal-100-Meter-Lagenstaffel. Bei den Olympischen Spielen 1956 in Melbourne schied Bozon im Halbfinale über 100 Meter Rücken aus. Bester Franzose war auf dem vierten Platz Robert Christophe.
Gilbert Bozon war mit der Schwimmerin Sylvie Le Noach verheiratet, beider Tochter Alicia Bozon schwamm wie ihre Eltern bei Olympischen Spielen für Frankreich.